# Дмитрієвка (Сакмарський район)
Дми́трієвка (рос. Дмитриевка) — село у складі Сакмарського району Оренбурзької області, Росія.

## Населення
Населення — 396 осіб (2010; 436 у 2002).
Національний склад (станом на 2002 рік):
- росіяни — 81 %